# Tamar River
Tamar River är ett vattendrag i Australien. Det ligger i den sydöstra delen av landet, 700 km söder om huvudstaden Canberra.
Runt Tamar River är det i huvudsak tätbebyggt. Runt Tamar River är det tätbefolkat, med 266 invånare per kvadratkilometer.